# Margit Bönisch
Margit Bönisch (* 29. Januar 1942 in Kunewald; † 27. Januar 2016 in München) war eine deutsche Theaterintendantin.

## Werdegang
Margit Bönisch schloss ihre Schulausbildung mit dem Wirtschaftsabitur ab. Ein anschließendes Lehramtsstudium brach sie ab und absolvierte eine Berufsausbildung an der Bühne 64. Anschließend übernahm sie die Koleitung eines Berliner Tourneetheaters. 1974 gründete sie die Münchner Tournee. Es entstanden Koproduktionen mit den Münchener Kammerspielen, dem Bayerischen Staatsschauspiel und dem Berliner Renaissance-Theater.
1992 wurde sie Direktorin der Komödie im Bayerischen Hof in München. 
Sie erlitt nach einer verschleppten Bronchitis zwei Tage vor ihrem 74. Geburtstag einen Schwächeanfall und starb überraschend.

## Ehrungen
- 2011: Medaille „München leuchtet“ in Silber
- 2012: Verdienstkreuz am Bande der Bundesrepublik Deutschland